# Bruce Wagner
Bruce Alan Wagner (Madison, 22 marzo 1954) è uno scrittore e sceneggiatore statunitense.

## Biografia
Nato nel 1954 a Madison, vive e lavora a Los Angeles.
Interrotti gli studi presso la Beverly Hills High School a 16 anni, ha svolto diversi mestieri quali l'autista di ambulanza e di limousine e il commesso in un negozio di libri prima d'iniziare a scrivere sceneggiature vendendo la prima, Young Lust, a 25 anni senza tuttavia vederne la realizzazione.
Parallelamente all'attività di sceneggiatore ha intrapreso, a partire dal 1991 con Forza maggiore, quella di scrittore pubblicando 10 romanzi aventi spesso per soggetto il mondo di Hollywood ed è arrivato in finale del Premio PEN/Faulkner per la narrativa nel 2006 con Il Palazzo dei Crisantemi.

## Vita privata
Sposatosi con l'attrice Rebecca De Mornay nel 1986, la coppia ha divorziato nel 1990. Nel 2009 ha sposato Laura Peterson.

## Opere principali

### Romanzi
- Forza maggiore (Force Majeure, 1991), Milano, Baldini Castoldi Dalai, 2008 traduzione di Mariangela Pizzera Rosa ISBN 978-88-6073-104-3.
- Wild Palms (1993)
- Ti sto perdendo (I'm Losing You, 1996), Milano, Baldini Castoldi Dalai, 2010 traduzione di Flavio Santi ISBN 978-88-6073-403-7.
- I'll Let You Go (2002)
- Still Holding (2003)
- Il Palazzo dei Crisantemi (The Chrysanthemum Palace, 2005), Milano, Baldini Castoldi Dalai, 2006 traduzione di Mariangela Pizzera Rosa ISBN 88-8490-918-X.
- Memorial (2006)
- Dead Stars (2012)
- The Empty Chair (2014)
- I Met Someone (2016)
- A Guide For Murder Children (firmato come Sarah Sparrow) (2018)
- The Marvel Universe: Origin Stories (2020)
- ROAR: American Master - The Oral Biography Of Roger Orr (2022)

## Filmografia

### Sceneggiatore
- Nightmare 3 - I guerrieri del sogno (A Nightmare on Elm Street 3: Dream Warriors), regia di Chuck Russell (1987)
- Scene di lotta di classe a Beverly Hills (Scenes from the Class Struggle in Beverly Hills), regia di Paul Bartel (1989)
- Wild Palms miniserie TV (1993)
- White Dwarf, regia di Peter Markle (1995)
- Maps to the Stars, regia di David Cronenberg (2014)

### Regista e sceneggiatore
- I'm Losing You (1998)
- Women in Film (2001)

### Attore
- Palle d'acciaio (Head Office), regia di Ken Finkleman (1985)
- Una folle estate (One Crazy Summer), regia di Savage Steve Holland (1986)
- Sola... in quella casa (I, Madman), regia di Tibor Takács (1989)
- Scene di lotta di classe a Beverly Hills (Scenes from the Class Struggle in Beverly Hills), regia di Paul Bartel (1989)
- Sotto shock (Shocker), regia di Wes Craven (1989)
- Delitti in forma di stella (Night Visions), regia di Wes Craven (1990)
- Maps to the Stars, regia di David Cronenberg (2014)
- Knight of Cups, regia di Terrence Malick (2015)

## Doppiatori italiani
- Cesare Barbetti in Palle d'acciaio

## Premi e riconoscimenti
- Premio PEN/Faulkner per la narrativa: 2006 finalista con Il Palazzo dei Crisantemi